# Jenara Vicenta Arnal Yarza
Jenara Vicenta Arnal Yarza, conocida como Vicenta Arnal (Zaragoza, 19 de septiembre de 1902 - Madrid, 27 de mayo de 1960) fue la primera doctora en Ciencias Químicas de España. Fue docente, catedrática e investigadora del CSIC. Fue miembro de la Sociedad Española de Física y Química.
Fue pensionada de la Junta de Ampliación de Estudios con estancias de investigación en Suiza y Alemania. Formó parte del Instituto de Pedagogía San José de Calasanz y colaboró en el Boletín Bibliográfico del CSIC. Realizó numerosas publicaciones científicas y tradujo libros especializados científicos. 

## Biografía
Arnal nació en una humilde familia, su padre fue Luis Arnal Foz, natural de Zaragoza, jornalero de profesión, aunque con posterioridad se dedicó a la reparación de pianos; su madre, Vicenta Yarza Marquina, natural de Brea (Zaragoza), se dedicaba a sus labores. Tenía dos hermanos: Pilar, que llegó a ser una gran pianista, estudió en París y llegó a dar conciertos en el Teatro Real de Madrid; y Pablo catedrático de Física y Química, y que perteneció al Consejo Superior de Investigaciones Científicas, pero falleció siendo muy joven.
Su vocación le llevó a estudiar Magisterio en la Escuela de Zaragoza, obteniendo la titulación de Maestra de Primera Enseñanza el 3 de diciembre de 1921. Pero sus ansias de saber le llevaron a matricularse durante el curso académico de 1922-1923 en la Facultad de Ciencias de la Universidad de Zaragoza, en la rama de Ciencias Químicas, en la calidad de alumna no oficial. Cursando el resto de los años de la carrera ya como alumna oficial, obteniendo la calificación de sobresaliente y matrícula de honor en todas las asignaturas. El título del Grado de Licenciada se le expidió, por el Rectorado de la Universidad de Zaragoza, con fecha de 12 de marzo de 1927.
Continuó estudiando para obtener el Grado de Doctor en la Facultad de Ciencias, Sección de Químicas, de la misma Universidad. Lo logró el 13 de diciembre de 1929 al expedirse el título. Es así como Vicenta Arnal se convirtió en la primera doctora en Ciencias Químicas de España, seguida más tarde por las catedráticas Ángela García de la Puerta y María Antonia Zorraquino.
Tras finalizar sus estudios, en 1926, inició su labor como investigadora en los laboratorios de Química teórica de la Facultad de Ciencias de la Universidad de Zaragoza. Pero su investigación la llevaría a trabajar en otros centros tanto públicos como privados destacando: la Escuela Industrial de la misma ciudad, la Escuela Superior de Trabajo de Madrid, el Anstalt für Anorganische Chemie de la Universidad de Basilea en Suiza (como pensionada de la Junta de Ampliación de Estudios), y el Instituto Nacional de Física y Química de Madrid (prosiguiendo y ampliando los trabajos iniciados en Suiza y Alemania, donde había ido a investigar sobre electroquímica, en calidad de pensionada de la JAE).
En 1929 entró a formar parte de la Sociedad Española de Física y Química, por su destacada labor investigadora tanto en España como en el extranjero.
Mientras estuvo en los laboratorios suizos del Anstalt für anorganische Chemie, investigó sobre la obtención electrolítica de los persulfatos de cinc y lantano y los resultados de su trabajo fueron publicados resumidamente en la revista Chimica Acta de Suiza. También investigó sobre oxidaciones químicas producidas por la acción del flúor en corriente gaseosa. Pasó un tiempo estudiando en la Technische Hochschule de la ciudad alemana de Dresde gracias a la ampliación de la beca por dos semestres que solicitó en 1932.
Durante la Segunda República Española, Arnal estuvo trabajando en el Instituto Nacional de Física y Química en la sección dedicada a la electroquímica. Cuando estalló la guerra estaba en Madrid. En 1937 salió de España y pasó un tiempo en Francia, desde donde volvió a entrar en España en zona ocupada. Tras la guerra pudo ejercer sin ser sancionada.
Durante la dictadura de Franco, siguió interesada en la investigación científica. Realizó diversos trabajos para el Consejo Superior de Investigaciones Científicas (CSIC). Formó parte del Instituto de Pedagogía San José de Calasanz y colaboró en el Boletín Bibliográfico del CSIC, dejando una gran huella su pensamiento científico, lo cual queda patente en publicaciones destinadas a los maestros e inspectores de Enseñanza Primaria mediante la Biblioteca Auxiliar de Educación.
En mayo de 1947 consiguió autorización para asistir al Primer Centenario de la Royal Society y al XI Congreso Internacional de Química Pura y Aplicada que se celebró en Londres en julio de ese mismo año. En diciembre la Dirección General de Enseñanzas Medias le dio permiso para realizar una misión en el Japón, como Delegada de la Sección de Intercambios del CSIC. A su regreso a España, Arnal impartió conferencias y facilitó el intercambio de las publicaciones del CSIC con las de las Universidades y centros de alta investigación japoneses (más tarde marcha durante dos años al país nipón donde amplía sus estudios en química).
En julio de 1953 realizó un viaje para asistir al XIII Congreso Internacional de Química Pura que se celebró en Estocolmo y Upsala. Y ese mismo año, en septiembre inició el que sería el último viaje a Europa por motivos de investigación, para asistir a la reunión del Comité Internacional de Termodinámica y Cinética Electroquímicas, que se celebró en Viena del 28 de septiembre al 5 de octubre.
A la pasión por la investigación se juntaba la pasión por la docencia, a la que dedicó también gran parte de su vida.

## Su trayectoria como docente
Comenzó su periplo como docente en 1926, realizando trabajos como ayudante de clases prácticas con destino a la cátedra de Química analítica en la Facultad de Ciencias de la Universidad de Zaragoza, hasta el 4 de mayo de 1927, momento en el que cesó. Al tiempo estuvo encargada del primer curso de la asignatura de Química inorgánica, debido a que el catedrático estaba legalmente ausente. En el mismo año 1927 consiguió un contrato, como auxiliar temporal de la cátedra de Electroquímica y Ampliación de Física, en la misma Facultad, cesando el 9 de abril de 1930. A partir de este momento, y tras aprobar las oposiciones a catedrática de instituto, la que la convierte en la undécima primera mujer española en conseguirlo y en la segunda catedrática en ciencias, tras Ángela García de la Puerta, se dedica a la enseñanza secundaria en institutos.
Su primer destino fue el Instituto Nacional Femenino Infanta Cristina, de Barcelona, desde 1930 hasta su supresión en 1931, donde ejerció de catedrática interina. En 1933 es trasladada como catedrática numeraria del Instituto de Segunda Enseñanza de Calatayud, luego consiguió la cátedra de Física y Química en el Instituto de Bilbao, del que pasó a Madrid por concurso de traslado y estuvo adscrita al Instituto Velázquez, desde 1935 hasta 1936.
Cuando estalló la guerra civil española, el gobierno de la República la tuvo como disponible gubernativo, cobrando dos terceras partes del sueldo, al tiempo que se llevó a cabo una depuración del personal del Ministerio de Instrucción Pública. Arnal no tenía inclinación política por lo que no fue represaliada por ningún bando. Consiguió salir de Madrid y llegar a Francia. Tras un periodo volvió a España, entrando por zona ocupada, y se presentó ante la Comisión de Cultura y Enseñanza de la Junta Técnica del Estado, que la reintegró a su cátedra de Bilbao. Arnal quería trabajar como docente por lo que solicitó pasar al Instituto Femenino Beatriz Galindo de Madrid. Se le concedió por las necesidades de la enseñanza y en carácter provisional en 1939, aunque su plaza como catedrática de Física y Química continuó siendo la del Instituto de Bilbao. En 1940 la Comisión de Depuración de Madrid la readmitió como catedrática del Instituto Beatriz Galindo de Madrid sin imposición de sanción, donde llegó a desempeñar cargos en el equipo directivo del centro.
Como docente se destacó por sus planteamientos pedagógicos sobre la enseñanza de las Ciencias Naturales y de la Física y Química, que quedaron recogidos en un número monográfico de la revista Bordón dedicado a la enseñanza de las Ciencias Naturales, publicado en 1953.

## Publicaciones
Pueden destacarse los trabajos de investigación realizados en 1930 junto a Antonio Rius Miró y Ángela García de la Puerta sobre la oxidación electrolítica de los cloratos. Además de los publicados en la revista Helvética Chimica Acta y en la 'Transactions of the American Chemical Society. Nuevamente publica en 1933 con Antonio Rius Miró “Estudio del potencial del electrodo de cloro y sus aplicaciones al análisis”, en Anales de la Sociedad Española de Física y Química y, en 1935, “La oxidación electrolítica”. También realizó otras publicaciones como:
- Física y Química de la vida diaria (1954 y 1959),
- Los primeros pasos en el laboratorio de Física y Química (1956),
- Química en Acción (1959).

Además colabora con Inés García Escalera, profesora del Instituto de Segunda Enseñanza de Alcalá de Henares, los libros:
- Lecciones de cosas (1958), y
- El mundo del saber (ciencias y letras) (1968 y 1970), que fue reeditado en el año 1982 por la editorial Ramón Sopena.[8]

También hizo traducciones de libros especializados como la Historia de la Química, de Hugo Bauer.